# Гай Помпоний Бас Теренциан
Гай Помпоний Бас Теренциан (на латински: Gaius Pomponius Bassus Terentianus) e политик и сенатор на Римската империя през края на 2 век.

## Биография
Произлиза от фамилията Помпонии, клон Бас. През 193 г. той е вероятно суфектконсул.
Теренциан е вероятно баща на Помпоний Бас (консул 211 г.), който е женен за Ания Фаустина, правнучка на Марк Аврелий и Фаустина Млада. Император Елагабал пожелава Фаустина да стане негова жена и заповядва екзекуцията на Бас през 221 г.